# Ophiopeza anchista
Ophiopeza anchista är en ormstjärneart som först beskrevs av Clark 1911.  Ophiopeza anchista ingår i släktet Ophiopeza och familjen Ophiodermatidae. Inga underarter finns listade i Catalogue of Life.